# فرانك ووكر (صحفي)
فرانك ووكر (بالإنجليزية: Frank Walker)‏ هو صحفي ومؤرخ أسترالي، ولد في 5 فبراير 1954.